# Elastin
Elastin är ett protein i bindväven som är elastiskt och låter många typer av vävnad i kroppen återfå sin utformning efter att ha blivit utsträckta eller indragna. Det är elastin som ser till att huden återgår till sin normala position efter att den blivit intryckt eller nypt. Elastin återfinns bland annat i artärväggarna och i huden.